# Novela (TVE)
Novela (también denominado Telenovela, Novela seriada, Novela I, Novela II y Novela de noche) es un espacio dramático producido por Televisión Española (TVE) entre 1963 y 1978. Consiste en la adaptación al medio televisivo, y en formato serializado, de una obra literaria de carácter narrativo, tanto novelas como cuentos de autores clásicos o contemporáneos, o bien textos originales expresamente escritos para el programa; esporádicamente se escenificaron obras teatrales y episodios de series dramáticas extranjeras. 
Tales producciones se dividen en capítulos de entre 15 y 30 minutos que se emitían consecutivamente de forma diaria, de lunes a viernes, salvo excepciones debidas, por ejemplo, a coincidencia horaria con una retransmisión deportiva, en cuyo caso se emitían dos episodios sucesivos en una fecha posterior. Cada adaptación podía abarcar una o varias semanas de emisión.

## Categorización
Novela es un tipo de espacio televisivo que se encuadra dentro de los llamados dramáticos o de ficción, entre los cuales se encuentran no sólo aquellos con contenidos teatrales, sino también los que dramatizan otro tipo de obras literarias como novelas, cuentos, textos originales expresamente escritos para televisión, etc.Es decir, el guion de sus historias se adecúa a las características expresivas del medio televisivo mediante la representación de la obra escogida, en su totalidad o en su mayor parte, en un estudio de rodaje o plató donde se localizan los decorados, se producen pocos cambios de escenario por los imperativos de espacio, de tiempo y presupuestarios, y la acción se desarrolla sustentada en la expresión hablada de los actores seleccionados para el reparto. De acuerdo a tales características, los formatos propios de esta modalidad suelen ser el teleteatro, las telecomedias y comedias de situación, las telenovelas y los llamados culebrones.
La producción de telenovelas, o novelas seriadas, por las propias características del material de base, lleva consigo un mayor trabajo de adecuación a la dramaturgia televisiva que las obras de teatro, ya que suele ser necesario practicar, por un lado, una reducción tanto de espacios como de personajes, y por otro, un incremento importante de escenas dialogadas. De ahí que, partiendo de una estructura literaria mucho más extensa y del desarrollo psicológico de los personajes propios de la narrativa, se realice su trasvase a la emisión televisiva a través de diferentes capítulos serializados, en los que existe una continuidad de personajes, desarrollándose la acción a lo largo de los distintos capítulos.

## Antecedentes
El origen de la ficción televisiva en España está en los espacios dramáticos, producidos por Televisión Española desde sus inicios en octubre de 1956. Como características de aquellos durante los primeros años de existencia del Ente se pueden apuntar: 
- La representación y realización en directo, en bloques largos, desde un solo plató muy reducido y empleando dos  telecámaras, con fuerte influencia del medio radiofónico.
- La estructura eminentemente teatral del guion.
- La simplicidad y monotonía de la construcción o lenguaje visual (escenografía, atrezo, vestuario...)
- La precariedad en los medios de iluminación y sonido.[6]

La telenovela como "novela escenificada" es, pues, uno de esos géneros de ficción cuyo precedente más inmediato radica en las radionovelas, y que convivió con el género puramente teatral desde muy temprano, aunque en un primer momento con una especial orientación a un público infantil y familiar. Oliver Twist (1958), adaptada en capítulos por Carlos Muñiz y José María Rincón, realizada por el primero y dirigida por Mario Antolín, supuso tanto la primera escenificación de una obra literaria de carácter narrativo en TVE, como el primer antecedente, todavía lejano, del programa Novela.
Debido especialmente a que ni el personal ni las infraestructuras (un decorado mínimo que soportaba toda la emisión en directo) estaban todavía preparados para poder emitir diariamente un dramático en continuidad, todas las adaptaciones seriadas que se realizaron hasta el final de la temporada 1962/1963 lo fueron con una cadencia de emisión semanal, es decir, se emitía un capítulo por semana. Tras la antes mencionada, se emitirían otras obras como La paz empieza nunca de Emilio Romero, ganadora del Premio Planeta, Los cipreses creen en Dios de José María Gironella, o Mariona Rebull y El viudo Rius, ambas de Ignacio Agustí.
Esta etapa culminaría con el estreno en la temporada 1962-1963 del espacio Novela del lunes, en horario de sobremesa y con una duración de casi una hora por capítulo, y que constituiría el punto de partida directo para el paso a la telenovela diaria. Mediante el mismo se adaptaba una obra de la literatura universal por semana, con títulos como El Lazarillo de Tormes, Marianela de Benito Pérez Galdós o Millonarios a la fuerza de Edward Phillips Oppenheim. Era realizada en los estudios de Sevilla Films en Madrid, donde se contaba con un plató más grande que permitía un mayor número de personajes que en los primeros programas, aunque aún se mantenía un formato muy parecido al teatral.
En resumen, desde el punto de vista de la producción, las telenovelas de los primeros años se caracterizan por los siguientes aspectos:
- Los capítulos se graban en tiempo real.
- La posibilidad de procesamiento mediante el montaje es muy reducida.
- Se realizan en un plató de pequeño tamaño.
- Utilización de pocos y parcos decorados.
- Uso de 2-3 cámaras.
- No se contempla la posibilidad de rodar escenas de exterior en soporte cine.
- No existe preocupación por los derechos de autor de las novelas.[13][14]

## Historia

### Inicios y plenitud
En la temporada 1963-1964 da comienzo el espacio que se puede considerar distintivamente como Novela (aunque su denominación inicial fuese Telenovela), constituido por capítulos diarios emitidos de lunes a viernes, durante los primeros años de producción en horario de sobremesa (alrededor de las 3:30 de la tarde), y con una duración que en principio era de unos 15-20 minutos. Se pretendía así trasladar fielmente a la pequeña pantalla la norma del capítulo diario imperante en el medio radiofónico (heredero a su vez de la tradición del folletín por entregas del siglo XIX),con un lapso semanal por cada nuevo título, llegándose posteriormente a hacer seriales de veinte o incluso veinticinco episodios. La obra que inauguró este nuevo y definitivo formato fue Tres preguntas al destino, con guion original de Manuel Pilares y realización de Gabriel Ibáñez, la cual fue emitida entre el 1 y el 5 de octubre de 1963. Tele Radio, la revista oficial de TVE-RNE en aquellos momentos, anunciaba así el espacio entre las novedades destacadas de la programación para la nueva temporada:
"...veinte minutos dedicados a una «Tele-novela»; producción dramática pensada especialmente para el público femenino, en la que TVE vuelca todos sus medios, ya que para cada semana debe emitir, después de haberla producido, en cinco capítulos, una obra equivalente, por su duración, a algo más de una película de largometraje."
Aunque ya desde 1960 se hacía uso del videotape en los espacios dramáticos, lo que favorecerá el posterior abandono del programa en directo, aún se seguían rodando las escenas de una vez y en tiempo real como si se tratase de una emisión normal, pues aún no era posible el montaje o la edición electrónica;su principal ventaja consistía en la posibilidad de permitir repeticiones, en el caso de darse algún error.Sin embargo, en 1965 llegó la gran innovación de los primeros sistemas editores, los cuales, combinados con el magnetoscopio o VTR, posibilitarán el montaje, es decir, la grabación de fragmentos de la obra en bloques progresivamente más reducidos para su posterior edición, y con todo ello una auténtica aproximación al lenguaje cinematográfico.
Estos y otros avances técnicos modificaron por tanto los modelos de producción y realización en este tipo de espacios, superando la emisión en directo y las austeras y teatrales puestas en escena anteriores y permitiendo la segmentación del espacio en decorados diferentes, la introducción de elipsis temporales y la visibilidad de la "cuarta pared”,dinámica especialmente ostensible en la serialización de novelas por la propia naturaleza del material de base, en la que lo dilatado de la acción, la variedad de situaciones y la diversidad de escenarios necesariamente forzaban las limitaciones del medio puramente teatral.

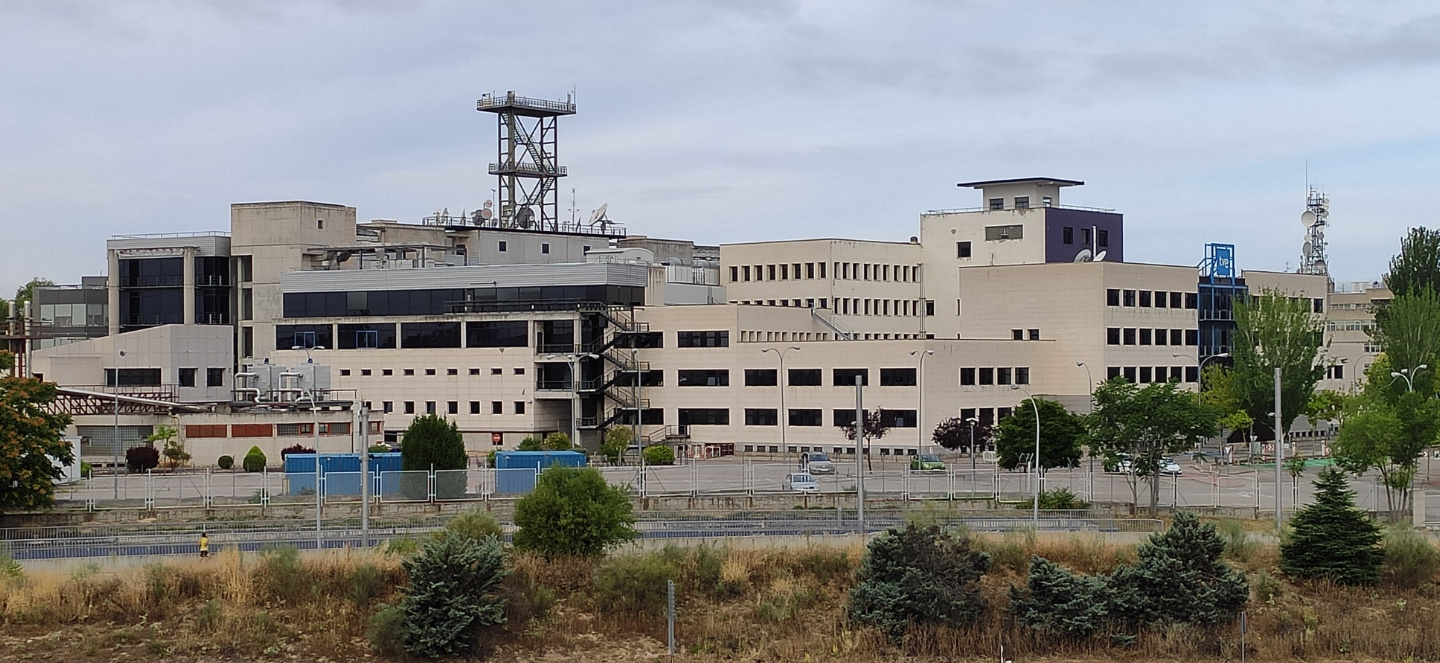
La inauguración de los estudios de Prado del Rey en 1964 supuso un enorme impulso para la producción de dramáticos en TVE

En paralelo, se produjo una progresiva mejora y modernización de los diversos recursos técnicos y artísticos en la producción de series. TVE adquirió modernas cámaras, iluminación, jirafas telescópicas, magnetófonos y mezcladores, y, especialmente, abrió nuevos y grandes platós tras la inauguración de los flamantes estudios de Prado del Rey en 1964, lo cual posibilitó también la creación en 1966 de una Segunda Cadena que no tardaría en albergar a su vez nuevos programas dramáticos, todo ello sin olvidar la creciente aportación al respecto de los estudios del centro de producción de Barcelona en Hospitalet de Llobregat.
De esta forma, los programas dramáticos grabados en vídeo y en estudio y emitidos en diferido, ya fuesen teatros, novelas o series de otro tipo, se constituyeron en el epicentro de la ficción televisiva en España durante el período denominado "edad de oro", entre 1964 y principios de la siguiente década, gracias a una maquinaria de producción de creciente rendimiento. En 1966 alcanzarían un pico de emisión de 515 horas anuales, el registro más elevado en la historia de TVE, el cual comenzaría a descender paulatinamente a partir de entonces, coincidiendo, entre otros motivos, con la llegada y afianzamiento de los espacios de ficción en soporte cine con importante presencia de exteriores, hasta llegar en 1975 al nivel más bajo de horas de emisión desde 1962: 157 horas.
| 1964 | 1965 | 1966 | 1967 | 1968 | 1969 | 1970 | 1971 | 1972 | 1973 | 1974 | 1975 |
| ---- | ---- | ---- | ---- | ---- | ---- | ---- | ---- | ---- | ---- | ---- | ---- |
| 310  | 332  | 515  | 436  | 413  | 382  | 352  | 386  | 344  | 310  | 251  | 157  |

Novela fue parte relevante de este enorme auge. Al incremento horario que suponía el paso de la telenovela semanal a la diaria, se unió en la temporada 1965-1966 el desdoblamiento del propio programa en dos franjas de emisión: a la ya habitual de sobremesa (con la misma denominación y duración de unos 15-20 minutos, ampliada a 25 minutos un año después) se añadió la aparición de Novela seriada o Novela de noche (posteriormente también Novela a secas) en horario nocturno (inicialmente a las 21:45 horas, y a partir de enero de 1966 a las 21:00, "inmediatamente delante del Telediario... atendiendo al mejor horario para las zonas y ambientes populares que mayor audiencia han dado para estas emisiones."), y con una duración mayor, de unos 25-30 minutos. Por lo demás, las características de ambos espacios eran idénticas, salvo que sus programaciones eran independientes entre sí.
"Se procura que la mayor parte de los títulos elegidos sean españoles y, aunque se arranca con unas cuantas obras clásicas ya, se pretende incluir a la mayor cantidad posible de novelas y novelistas actuales. Incluso, dentro de un gran rigor de selección, programar novelas originales escritas ex profeso para televisión... Novela de noche será el vehículo que lleve hasta los más apartados rincones de nuestra geografía, hasta los más alejados de las letras, el nombre y la obra de los Unamuno, Pío Baroja, Galdós, Pereda, Coloma, Delibes, Martín Descalzo, Manuel Halcón... Escritores de ayer y de hoy para el público de nuestro tiempo."

En consecuencia, se alcanzaría en este periodo un elevadísimo nivel de producción de Novelas por año, con un volumen conjunto de más de tres horas semanales en 1966, suponiendo alrededor del 30% del total de los programas de ficción, dentro de las diez horas y media semanales de programación dramática ofrecida entre las dos cadenas en ese año. Este esquema dual perduraría hasta junio de 1966, cuando Novela dejará de emitirse en la franja de sobremesa para quedar únicamente en la nocturna.
"Novela, emitida a las nueve de la noche, puede convertirse en un espacio estrella en la programación en sí. Novela también ha sufrido una cierta modificación, buscando una mayor espectacularidad, edificándose sobre adaptaciones que, en su mayor parte, juegan con un elevado número de capítulos por título y seleccionando éstos entre los que pueden interesar a todo tipo de público. Buen ejemplo puede ser El conde de Montecristo, que se transmitirá a lo largo de cuatro semanas, al haber sido adaptada en veinte capítulos (sic); Cabeza de estopa, que lo ha sido en diez, o David Copperfield, que también ha sido adaptado en veinte capítulos (sic)." (Esta última abarcaría 21 capítulos).
Precisamente con El conde de Montecristo, emitida finalmente en 17 capítulos del 6 al 31 de octubre de ese mismo año, se harían patentes los perfeccionamientos de carácter técnico por entonces alcanzados. Adaptada por Pedro Gil Paradela y con Pedro Amalio López al frente de la dirección y la realización, está considerada como la mayor superproducción de las realizadas hasta ese momento dentro de este espacio, al contar con un rodaje de treinta y ocho días que incluía tomas submarinas y veinte jornadas de trabajo para la postproducción.

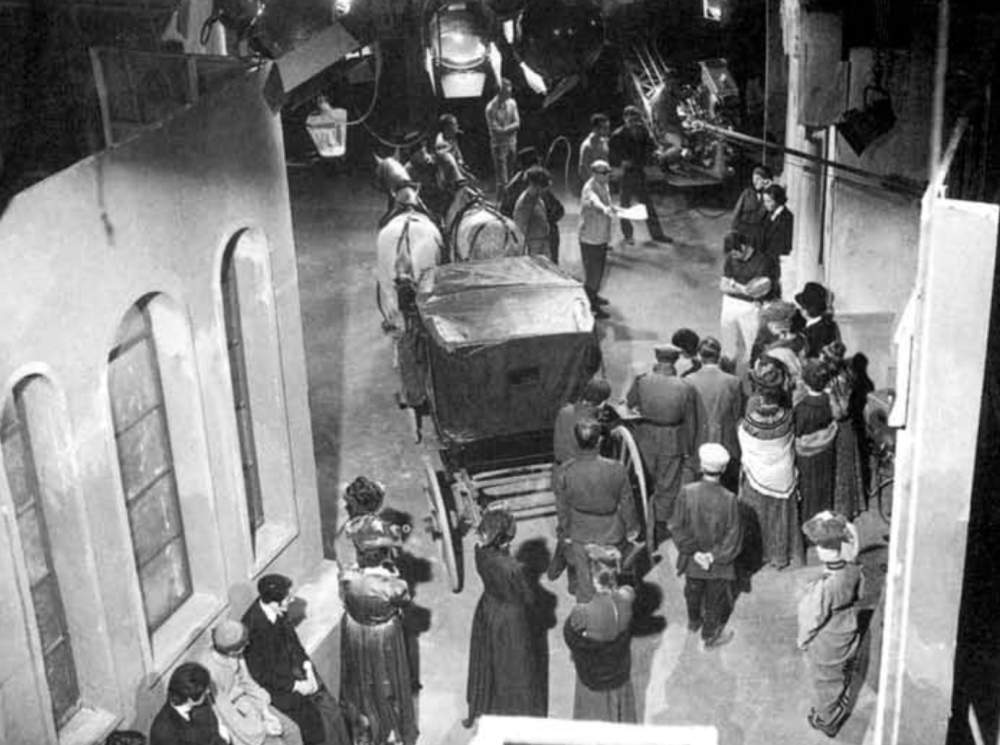
Novela: un momento de la grabación de Crimen y castigo (1970)

Esta senda de superproducciones dotadas de medios excepcionales y elevado costo tuvo una cierta continuidad en los últimos meses de 1970, periodo de especial brillantez para Novela. Así, entre el 7 y el 25 de septiembre de ese año se emitió en 15 capítulos Crimen y castigo, adaptada y realizada por Alberto González Vergel, quien afrontó la obra de Dostoyevski con la experiencia de numerosos trabajos en otros espacios teatrales de televisión, lo cual le permitió abordar sin complejos ese complicado texto pese a las limitaciones de la grabación en estudio y los inconvenientes en el montaje derivados de los magnetoscopios de 2 pulgadas. La puesta en escena necesitaba de un gran número de figuración y semovientes, lo cual exigía unos decorados excepcionalmente dimensionados e igualmente aptos para el trabajo en profundidad, permitiendo aplicar diferentes términos en la misma imagen; además, el naturalismo de la historia obligó a una caracterización muy rigurosa.
Poco después, entre el 19 de octubre y el 14 de noviembre, se llevó a la pequeña pantalla en veinte capítulos la obra de Alejandro Dumas Los tres mosqueteros, con realización una vez más de Pedro Amalio López y adaptada por éste y Juan Felipe Vila-San Juan. Desde el departamento de dramáticos de TVE se aspiraba a alcanzar el enorme éxito de audiencia que El conde de Montecristo había obtenido un año antes, para lo que no se reparó en gastos ni en esfuerzos técnicos y artísticos. El rodaje se llevó a cabo en Barcelona, con interiores tanto en los estudios de Miramar como de Hospitalet, en el Palacio Nacional de Montjuic y en el Palacio Novella, y con abundantes exteriores en Begas, Santa Cruz de Olorde y San Felíu de Codinas. Se puso especial cuidado en las escenas de masas, como la muy compleja del baile de los herretes, con más de ochenta participantes entre los que se encontraba el Orfeó Gracienc, y en las numerosas escenas de acción, cuya coreografía fue especialmente esmerada dada la naturaleza misma del género en que se encuadra la historia.

### Decadencia
A pesar de la difusión conseguida y las notables mejoras técnicas, ya desde los primeros años 70 se observarán síntomas de agotamiento, tanto en el programa Novela como en los espacios dramáticos en su conjunto, que llevarán a una crisis de temáticas y planteamientos y a un rápido declive de los mismos en términos de audiencia y tiempos de emisión, fenómeno debido en buena parte a causas externas a TVE, ya que se dio igualmente en las demás televisiones europeas.
Uno de los principales motivos estribó en la irrupción de la ficción en soporte cinematográfico, especialmente la seriada, estuviese ésta basada en obras literarias o no.El soporte cine (en película), favorecido por los propios profesionales del medio,aportaba una serie de importantes mejoras frente al soporte electrónico (en vídeo) de los dramáticos "tradicionales", tanto desde el punto de vista de la producción como de la realización:
- La introducción del rodaje en color.
- Permitía la multiplicación de espacios y una mayor variedad de decorados.
- Mayor dinamismo en el montaje, lo que favorecía la versatilidad, el ritmo y la variedad de posicionamientos y movimientos de cámara (zoom, travelling, diversidad de planos): el decorado se muestra en 360º, y el espectador puede transitar por él desde todos los puntos de vista.[42]
- Mejora notable en el tratamiento de la banda sonora (más pistas de sonido, sin estar limitados a la única existente en el soporte vídeo del momento).
- Inclusión de exteriores e interiores naturales con mayor número de actores.[43]

A partir de 1970 las producciones fílmicas seriadas, basadas tanto en las adaptaciones de relatos y novelas como también en guiones originales, dejaron de ser esporádicas o de tener carácter especial para convertirse en una opción creciente dentro de las parrillas de programación, con la emisión de muchos títulos significativos como, entre otros, Crónicas de un pueblo (1971-1974), Plinio (1973), Los camioneros (1973), Juan y Manuela (1974), El pícaro (1974), etc.Además, las ventas de programas de ficción a otros países, una fuente valiosa de ingresos para la entidad, eran en su mayoría realizaciones en cine y en color.

Otro factor de enorme importancia en el agotamiento del teatro televisado y de las novelas seriadas fue el proceso de internacionalización de programas, especialmente los telefilmes y las series americanas con narrativas de base cinematográfica, junto con un paralelo incremento de emisiones de largometrajes, de los cuales eran frecuentes los ciclos de diversa índole.Los imperativos del cambio de gustos de una audiencia saturada de autores clásicos y más propensa a la banalización de contenidos se aunaban a las motivaciones económicas para forzar este fin de ciclo:
"Contratar un capítulo de un telefilm seriado cuesta en España unas doscientas mil pesetas. Producirlo costaría cuarenta veces más".
De ahí que, ya en 1976, Televisión Española apenas dedicase 200 horas a programar dramáticos (4,3% del total) y, en cambio, 500 horas a telefilmes americanos (9,6%).Según Rafael Herrero, jefe de dramáticos de TVE en 1981:
"...Comenzaron a tener gran impacto las series, sobre todo las extranjeras, y también las de producción propia, tanto las grabadas en plató, como las que se filmaban en escenarios naturales. Poco a poco se fue imponiendo el lenguaje que más se acercaba al cinematográfico. A la multiplicidad de espacios y a la prevalencia de las “acciones” sobre la hegemonía de “la palabra”, que, de algún modo, representaba el teatro."
El programa Novela no fue ajeno a esta crisis, y ya en 1974 sufrió una primera y prolongada supresión de la parrilla de programación, entre octubre de ese año y octubre de 1975, pues se juzgó que había que remodelar el espacio y buscar nuevos títulos más atractivos. La última etapa arrancó el 6 de octubre de 1975 con la emisión de La pródiga, con una duración de 20 capítulos, la cual iniciaría una dinámica de Novelas de larga duración que se mantendría durante los siguientes trece títulos.
Finalmente, tras sucesivos cambios en el horario, nuevos periodos de supresión de la parrilla y la emisión de algunos títulos en color como El camino, obra de Miguel Delibes realizada por Josefina Molina y emitida en abril de 1978, finalizaba la emisión de nuevas producciones para este espacio con La duquesa de Langeais, emitida entre el 25 y el 29 de diciembre de 1978. Aunque la cabecera del programa permaneció en pantalla un año más, el contenido consistía únicamente en reposiciones, por lo que el espacio se puede dar por finalizado en esta última fecha.

## Producción

### Selección de obras
Las obras a realizar, ya fuesen novelas, cuentos, obras de teatro o guiones originales, desde 1964 se escogían a partir de una de las Comisiones Asesoras creadas ese mismo año con el objetivo de racionalizar mejor la estructura y el funcionamiento de los programas, la cual establecía los criterios de selección: la Comisión de Dramáticos, que además tenía el cometido de asesorar a los directores, intérpretes y realizadores de estos programas, y que inicialmente estuvo formada por José Luis Colina, Cayetano Luca de Tena, Gustavo Pérez Puig, Alfredo Marqueríe y José María Ortiz.

### Equipo técnico
El equipo técnico, tanto en Novela como en el resto de dramáticos, estaba formado como mínimo por 13-15 funciones. Las tareas de producción estaban cubiertas por una persona (productor) o dos (ayudante de producción). El equipo de realización estaba formado por un realizador, su ayudante y un regidor. Junto a ellos, en las tareas de tipo más técnico, se encontraba el mezclador de imagen, básico para la realización multicámara, un operador de magnetoscopio para controlar la grabación del programa así como un montador para la fase de posproducción, y una persona en control de cámaras que supervisaba la señal de las diferentes cámaras con las que se registraba el programa. Sonido (siempre directo, salvo música o efectos sonoros), iluminación, decorados así como vestuario, atrezo y ambientación también tenían sus responsables.

### Adaptación
Una importante diferencia en el procedimiento de producción de Novela con los teleteatros como Estudio 1 o Teatro de siempre, en los que todo el proceso de creación, desde la adaptación del guion hasta la realización y la dirección, recaía en la mayor parte de los casos en la misma persona, estriba en la figura del adaptador, el cual se encargaba específicamente de convertir el texto elegido en un guion seriado factible para televisión, mientras que el director-realizador asumía las tareas de la puesta en escena y puesta en imagen, salvo contadas ocasiones en que este último se hacía cargo también de esa labor.
Por el gran volumen de sus aportaciones a Novela, destacan en este apartado Pedro Gil Paradela y Hermógenes Sainz (quien, a diferencia de la anterior trayectoria teatral del primero, no contaba con experiencia previa en ninguno de los medios existentes), así como Carlos Muñiz (conocido autor de obras teatrales de matiz naturalista y expresionista, el cual se especializó en mayor medida en la elaboración de guiones originales biográficos de personajes famosos de la historia) y Rodrigo Rubio (fecundo novelista, ganador del premio Planeta).

### Realización
En los primeros años de Novela hubo una continuidad de los realizadores de dramáticos que se pueden considerar pioneros en el medio, como Alfredo Castellón y Pedro Amalio López. A ellos se unieron poco después Gustavo Pérez Puig, Juan Guerrero Zamora (procedente de la dirección del cuadro de actores de RNE), el ayudante allí de este último, Domingo Almendros (que posteriormente se convertiría a su vez en realizador), y Pedro Luis Ramírez, con un importante historial previo como director de cine. Con el alquiler de los platós de Sevilla Films, se habían incorporado también dos hombres de teatro, Cayetano Luca de Tena y Alberto González Vergel.
El anterior grupo constituiría el núcleo duro de realizadores de telenovelas hasta entrada la década de los setenta. Sin embargo, con el paso de los años y el incremento de la producción de ficción, junto con la creación de la Segunda Cadena, se llevó a cabo una progresiva ampliación en el número de profesionales de diversas procedencias, destacando por un lado el centro de producción de Barcelona, al cual, con base en los prolíficos estudios del antiguo cine Ópera de Hospitalet, se irían uniendo Esteban Durán, Gerardo N. Miró, Antonio Chic, Luis María Güell, Sergio Schaaff y Mercedes Vilaret; por otra parte, se dio una importante aportación de nombres provenientes de la Escuela Oficial de Cinematografía (EOC), como José Luis Tafur, José Antonio Páramo y muy especialmente Pilar Miró, la cual realizó entre 1966 y 1977 más de treinta Novelas.

### Coste
Se han podido recuperar algunos presupuestos de diversos programas de TVE en Cataluña de los años 1971 a 1974, y entre ellos de varias Novelas realizadas en castellano en los estudios de Hospitalet del centro de producción de Barcelona y destinadas al circuito nacional, los cuales permiten hacerse una idea del rango presupuestario en que incurría un programa medio de cinco capítulos; el coste oscilaba entre medio millón y un millón de pesetas, es decir, ajustado por inflación a 2024, entre 60.000 y 125.000 euros por producción.
A modo de ejemplo, de entre los títulos disponibles en el archivo de RTVE Play, se pueden mencionar a este respecto El fantasma de Canterville (1971), con un coste de 785.447 pesetas (aprox. 97.000 euros), El estudiante de Salamanca (1972), coste de 864.572 pesetas (aprox. 107.000 euros), y El viaje de Pedro el afortunado (1972), coste de 1.036.899 pesetas (aprox. 128.000 euros).

## Preservación
En un primer momento la lógica de la emisión en directo hacía muy difícil, o casi imposible, la preservación de los programas. Desde la llegada del primer magnetoscopio en 1961, la posibilidad de conservación era una realidad, pero una reemisión era impensable: la lógica imperante, derivada en parte de la escasez de medios materiales y económicos, conllevó a la reutilización de los soportes. En el momento en el que se plantea la recuperación y organización de las colecciones, una buena parte de material audiovisual muy valioso ya ha sido destruido o borrado. Debido a la dispersión y a la falta de control sobre las grabaciones y el borrado/reutilización de cintas, cuando se crea el Centro de Documentación (actualmente Fondo Documental) de RTVE en 1981 la información disponible con anterioridad a 1979 ya era bastante incompleta; con todo, dicho Fondo reúne a día de hoy unos 155.000 programas de televisión (25.000 de ellos en soporte cine y 130.000 en vídeo).
En el mencionado Fondo sólo se conserva producción en soporte vídeo desde 1964, siendo el archivo más antiguo preservado en dicho soporte la emisión dentro del programa de teatro Estudio 1 de Hamlet, realizado en ese año por Marcos Reyes Andrade. Debido al problema de la reutilización de los soportes durante los años 60 y 70, algunas grabaciones sólo han podido ser recuperadas parcialmente, en ocasiones como un testimonio de escasos minutos.
Sin embargo, hay materiales que, aún habiendo sido preservados, ofrecen problemas debido a su estado de conservación. En una gran mayoría, los materiales del archivo hasta mediados de los años 70 son programas grabados originariamente en soporte electrónico de 2 pulgadas, que entró en desuso a partir de entonces. En 1985 se inició de manera sistemática el proceso de actualización a otros formatos más modernos aunque, en algunos casos, el deterioro de los mismos ha sido inevitable, con el consiguiente riesgo de pérdida del material en el proceso. La edición del vídeo de 2" por corte físico, único medio de edición posible durante los años 60, ha hecho que, con el tiempo, las cintas aparezcan fragmentadas al disolverse las sustancias adhesivas empleadas en el montaje. Aún siendo un inconveniente subsanable, en ocasiones los adhesivos no se disuelven y producen reacciones químicas capaces de dañar los propios soportes electromagnéticos, haciendo imposible su recuperación.
En 2002 se inició el proyecto de transformación y digitalización de los fondos documentales de TVE, y uno de los objetivos marcados por la Corporación RTVE para 2008 era el de ofrecer los programas emitidos por RTVE durante toda su historia para su consulta por parte de todos los ciudadanos. En la actualidad esta función viene siendo desarrollada de manera limitada por el Archivo de Televisión Española en RTVE Play a nivel divulgativo, y por el centro de documentación y biblioteca del Instituto RTVE para estudiantes de dicho instituto, personal de la corporación RTVE e investigadores y estudiantes universitarios.
Actualmente, la Novela más antigua accesible al público en el archivo de RTVE Play es Niebla, de Miguel de Unamuno, emitida en cinco capítulos entre el 4 y el 8 de octubre de 1965, adaptada por José María Rincón y con realización de Pedro Amalio López. El total de Novelas que se pueden visualizar en dicho portal alcanza los 74 títulos.

## Novelas adaptadas y equipo artístico
Artículo principal: Anexo:Obras literarias representadas en el programa Novela (TVE).

## Citas
1. ↑  García de Castro, Mario (2018). «Evolución de las series televisivas españolas». La ficción televisiva popular: una evolución de las series de televisión en España. GEDISA. p. 25. ISBN 84-7432-981-7.
2. ↑  RTVE 1976 - Nuestro libro del año. RTVE. 1976. p. 92.
3. ↑  Barroso García, Jaime (1996). Realización de los géneros televisivos. Síntesis. pp. 245-249. ISBN 84-7738-428-2.
4. ↑  Bernad Conde, María Sagrario (2017).  Universidad Complutense de Madrid, ed. Realización y dirección de programas dramáticos en Televisión Española (1956-1975): acercamiento a la figura del realizador audiovisual. Tesis doctoral. Madrid. p. 95. Consultado el 26 de marzo de 2024.
5. ↑  Canós Cerdá, Elvira (2015).  Universidad Cardenal Herrera-CEU, ed. Los originales de ficción en soporte electrónico de TVE entre 1964 y 1975: conformación y evolución histórica. Tesis doctoral. Valencia. p. 94. Consultado el 26 de marzo de 2024.
6. ↑  García de Castro. Ibid. p. 26.
7. ↑  Canós Cerdá. Ibid. p. 94.
8. ↑  Canós Cerdá. Ibid. pp. 94, 95.
9. ↑  Canós Cerdá. Ibid. p. 96.
10. ↑  «LA NOVELA DEL LUNES PRESENTA "MARIANELA"». Tele radio (TVE-RNE) (267): p. 35. Del 4 al 10 de febrero de 1963.
11. ↑  «LA NOVELA DEL LUNES presenta "EL LAZARILLO DE TORMES"». Ibid (271): p. 43. Del 4 al 10 de marzo de 1963.
12. ↑  «LA NOVELA DEL LUNES PRESENTA "MILLONARIOS A LA FUERZA"». Ibid (273): pp. 40-41. Del 18 al 24 de marzo de 1963.
13. ↑  Diego González, Patricia (2010). La ficción en la pequeña pantalla. Cincuenta años de series en España. Pamplona: EUNSA. p. 22. ISBN 978-84-313-2672-2.
14. ↑  Canós Cerdá. Ibid. p. 95.
15. ↑  Balsebre, Armand (2002). Historia de la radio en España, volumen II (1939-1985). Madrid: Cátedra. p. 237. ISBN 84-376-1940-8.
16. ↑  Canós Cerdá. Ibid. p. 216.
17. ↑  «La historia de TVE está en Tele-Radio (14)». Tele Radio (1162): pp. 55-56. Del 31 de marzo al 6 de abril de 1980.
18. ↑  «EN OCTUBRE, TVE INICIA UNA NUEVA PROGRAMACIÓN». Tele radio (TVE-RNE) (300): pp. 14-15. Del 23 al 29 de septiembre de 1963.
19. ↑  García de Castro. Ibid. p. 32.
20. ↑  Canós Cerdá. Ibid. p. 112.
21. 1 2  García de Castro. Ibid. p. 36.
22. ↑  García de Castro. Ibid. p. 52.
23. ↑  García de Castro. Ibid. p. 35.
24. ↑  López Chaves, Francesc Manuel (2024). Censo de programas realizados en TVE Cataluña (1959-2019). Anexo del libro "TVE Cataluña: 60 años de programas". Barcelona: UOC. Consultado el 29 de marzo de 2024.
25. 1 2  «L’Òpera de l’Hospitalet». L'HOSPITALET DE LLOBREGAT - Imatges retrospectives d'una ciutat (en catalán). Consultado el 29 de marzo de 2024.
26. 1 2  Canós Cerdá. Ibid. p. 141.
27. ↑  «TVE, NUEVA PROGRAMACIÓN». Tele radio (TVE-RNE) (405): pp. 8-9, 27-29. Del 27 de septiembre al 3 de octubre de 1965.
28. ↑  «La "Novela de noche" cambia de hora». Tele radio (TVE-RNE) (419): p. 13. Del 3 al 9 de enero de 1966.
29. ↑  Melgar, Luis-Tomás (Del 20 al 26 de septiembre de 1965). «NOVELA de NOCHE». Tele Radio (TVE-RNE) (404): pp. 28-29.
30. ↑  Palacio Arranz, Manuel (2001). Historia de la televisión en España. Barcelona: Gedisa. p. 147. ISBN 84-7432-806-3.
31. ↑  Canós Cerdá. Ibid. pp. 159-160.
32. ↑  «Novela». Tele radio (TVE-RNE) (614): p. 23. Del 29 de septiembre al 5 de octubre de 1969.
33. ↑  Canós Cerdá. Ibid. p. 161.
34. ↑  Diego González. Ibid. p. 25.
35. ↑  Barroso, Jaime; R. Tranche, Rafael (Junio-octubre 1996). «Fragmentos de una historia gráfica de la televisión en España». Archivos de la Filmoteca (IVAC-La Filmoteca) (23-24): pp. 50-51. Consultado el 12-04-2024.
36. ↑  ««LOS TRES MOSQUETEROS», DE ALEJANDRO DUMAS». Tele radio (669): pp. 38-46. Del 19 al 25 de octubre de 1970.
37. ↑  Los Burgomaestres. «La odisea mosquetera de TVE». Lady Filstrup (3ª época). Consultado el 13 de abril de 2024.
38. 1 2  Canós Cerdá. Ibid. p. 143.
39. ↑  Bernad Conde. Ibid. p. 111.
40. ↑  Palacio Arranz. Ibid. p. 152.
41. ↑  Canós Cerdá. Ibid. p. 145.
42. ↑  Canós Cerdá. Ibid. pp. 200, 203.
43. ↑  Canós Cerdá. Ibid. pp. 187, 191.
44. ↑  Canós Cerdá. Ibid. pp. 193 y ss.
45. ↑  García de Castro. Ibid. p. 57.
46. ↑  Canós Cerdá. Ibid. p. 144.
47. ↑  García de Castro. Ibid. p. 61.
48. ↑  Bernad Conde. Ibid. p. 101.
49. ↑  Bernad Conde. Ibid. p. 112.
50. 1 2  «Las últimas "Novela" (1975-1978)». Colección TV. Consultado el 3 de abril de 2024.
51. ↑  «EN "CUMBRES BORRASCOSAS" - VUELVE JULIO NÚÑEZ». Tele Pueblo (Ediciones y Publicaciones Populares). Del 19 al 25 de octubre de 1974. Consultado el 03-04-2024.
52. ↑  «NUEVA ORGANIZACIÓN DE TVE». Tele radio (TVE-RNE) (335): p. 16. Del 25 al 31 de mayo de 1964.
53. ↑  Canós Cerdá. Ibid. pp. 209 y ss.
54. ↑  Canós Cerdá. Ibid. pp. 255-256.
55. ↑  Canós Cerdá. Ibid. p. 158.
56. ↑  Canós Cerdá. Ibid. pp. 239-244, 260.
57. ↑  Canós Cerdá. Ibid. pp. 244-249.
58. ↑  Devesa, Dolores; Potes, Alicia. «Filmografía». (Especial Pilar Miró). Nosferatu. Revista de cine (28): 82-97. Consultado el 05-04-2024.
59. ↑  «Cálculo de la inflación y de la evolución de los precios entre 2 fechas España». Consultado el 6 de abril de 2024.
60. ↑  González Monge, Ferran (2013).  Universidad Autónoma de Barcelona, ed. Els programes dramàtics en català a TVE, 1964-2005. Tesis doctoral. Bellaterra. pp. 294, 298. Consultado el 06-04-2024.
61. 1 2  «Play Archivo >Novelas». RTVE Play Colecciones. Consultado el 6 de abril de 2024.
62. ↑  Canós Cerdá. Ibid. pp. 66-67.
63. ↑  Cristina Vicioso (2001). «EL CENTRO DE DOCUMENTACIÓN DE TVE». Biblioteca Virtual Miguel de Cervantes. Consultado el 7 de abril de 2024.
64. 1 2  Fernández de la Torre, Ricardo (2001). «SISTEMAS DE CATALOGACIÓN Y CLASIFICACIÓN EN EL ARCHIVO DEL CENTRO DE DOCUMENTACIÓN RTVE». Biblioteca Virtual Miguel de Cervantes. Consultado el 08-04-2024.
65. ↑  Canós Cerdá. Ibid. p. 68.
66. ↑  «TVE - Preguntas». RTVE - Contacto. Consultado el 9 de abril de 2024.